# Andreja Nikl
Andreja Nikl (* 5. November 1985 in Šentilj) ist eine slowenische Fußballspielerin.

## Karriere

### Im Verein
Nikl startete ihre Karriere in der Schulmannschaft des Osnovna šola Sladki Vrh. Es folgte anschließend der Start ihrer Seniorenkarriere 2000 beim ŽNK Maribor, wo sie am 3. September 2000 gegen ŽNK Senožeti debütierte. Sie absolvierte in vier Jahren 42 Spiele für ŽNK Maribor und erzielte 18 Tore, bevor sie 2004 zum ŽNK Pomurje ging. In Beltinci erzielte sie in ihrer Einstandssaison elf Tore in 19 Spielen und wurde erstmals in die Nationalmannschaft berufen. In ihrer Zeit bei ŽNK Pomurje Beltinci war sie jeweils die Goalgetterin und erzielte in ihrer letzten Saison (2006/07) für den Verein 36 Tore in nur 20 Spielen. Zu Beginn der Saison 2007/08 wechselte Nikl von Pomurje zum ŽNK Krka, dort wurde sie mit dem Verein aus Novo mesto in den Folgejahren 2008, 2009, 2010 und 2011 jeweils slowenischer Meister. Zudem gewann sie 2008, 2009 und 2010 den slowenischen Pokal, bevor sie im Sommer 2011 zu ihren ersten Seniorenverein ŽNK Maribor zurückging. Bei Maribor spielte sie in der ersten Saisonhälfte lediglich fünf Spiele, bevor Nikl im Dezember 2011 zu ŽNK Pomurje zurückkehrte.

### Nationalmannschaft
Nikl ist seit dem Herbst 2004 A-Nationalspielerin für Slowenien.

## Erfolge
Ženski Nogometni Pokal (4):
- 2006, 2008, 2009 und 2010

Slovenska Ženska Nogometna (7):
- 2005, 2008, 2009, 2010, 2011, 2012 und 2013

## Persönliches
Nikl ist Sportsoldatin der slowenischen Armee.